# Региональные выборы в Калабрии (2010)
Региональные выборы в Калабрии 2010 года — 9-е выборы Совета и президента Калабрии, которые состоялись с 28 по 29 марта 2010 года. На выборах победу одержал Джузеппе Скопеллити.

## Явка избирателей
На избирательном органе выборов 28-29 марта 2010 года количество избирателей составляло более 1,6 млн. человек. После закрытия избирательных участков и подсчёта голосов, явка составила 59,27%, что в сравнении с 2005 годом, на 5,12% больше.